# Philip Erenberg
Philip Erenberg (Los Ángeles, Estados Unidos, 16 de marzo de 1909-2 de febrero de 1992) fue un gimnasta artístico estadounidense, subcampeón olímpico en Los Ángeles 1932 en la prueba de lanzamiento de mazas.

## Carrera deportiva
En las Olimpiadas de Los Ángeles 1932 ganó la medalla de plata en lanzamiento de mazas, quedando situado en el podio tras su compatriota George Roth y delante de otro estadounidense William Kuhlemeier.